# 維魯區
維魯區（西班牙語：Distrito de Virú），是秘魯的一個區，位於該國西北部拉利伯塔德大區的比魯省，始建於1961年12月28日，面積1,077.15平方公里，海拔高度68米，2005年人口42,638，人口密度每平方公里40人。